# Lit (Östersund)
Lit is een plaats in Zweden in het landschap Jämtland en de provincie Jämtlands län, gemeente Östersund. De plaats heeft 1051 inwoners (2005) en een oppervlakte van 125 hectare.
Komend vanuit het noorden in dit nog de enige bewoning voordat men via de Europese weg 45 Östersund bereikt, de weg is hier drukker dan dat hij vanaf Karesuando ooit is geweest. Lit ligt aan de noordoevers van het meer Gröven, dat een onderdeel is van het stroomgebied van de Indalsrivier. Het stadje is al oud; er staat een kerkje uit 1797. Het is een voorstad van Östersund en het heeft dus een regelmatige busverbinding met die stad. Er is ook een stationnetje aan de toeristische spoorlijn Inlandsbanan. Let wel; je moet zelf aangeven of de trein er stopt, door een stopteken aan het begin van het perron te geven.
Alhoewel het een voorstad is, zie je Östersund niet liggen. Tussen beide plaatsen ligt een heuvel in het landschap; toen het spoor werd aangelegd kon de trein daar niet tegen op; het spoor neemt een omweg om de heuvel heen.